# Georges Latil
Pour les articles homonymes, voir Latil.
Auguste Joseph Frédéric Georges Latil, plus simplement Georges Latil, est un ingénieur français né le 1er juin 1878 à Marseille et mort le 12 mai 1961 à Nice.

## Biographie
En 1897, il dépose le brevet du principe de transmission articulée permettant d'actionner les roues d'un essieu avant d'un véhicule. Il fonde la société Avant-Train Latil qui construit des avant-trains motorisés pour les chariots puis des châssis.
La société Charles Blum & Cie, qui prend la suite de la commercialisation des Avant-Trains Latil, se transformera plus tard en société anonyme : Automobiles industriels Latil.
En 1911, Georges Latil crée une automobile 4x4 en accouplant deux avant-trains. Il permet de construire en 1914 un tracteur d'artillerie.
En 1955, la société fusionne avec Somua et la branche camions de Renault pour donner la société LRS (Latil-Renault-Somua) qui deviendra plus tard Saviem LRS puis Renault Véhicules Industriels et enfin Renault Trucks.
Georges Latil est décoré le 6 mars 1930 au grade de chevalier de la Légion d'honneur.